# Taraxacum pseudoretroflexum
Taraxacum pseudoretroflexum — вид квіткових рослин з родини айстрових (Asteraceae). Вид зростає в Європі: Чехія, Словаччина, Данія, Німеччина, Велика Британія, Польща; це багаторічна рослина помірних біомів.

## Опис
T. pseudoretroflexum — великий середньозелений вид із крилатими черешками, внутрішні рожеві, а зовнішні білі. Він помітно неоднорідний, але всі кінцеві частки від тупих до заокруглених із помітною гострою вершиною. Голови великі, часто 60 мм, коли повністю відкриті, а зовнішні приквітки відігнуті з довгою вузькою та тонко гострою верхівкою.